# 33 مشهد من الحياة
33 مشهد من الحياة هو فيلم من نوع دراما أُصدر في 10 أغسطس 2008. الفيلم من إخراج وسيناريو مالجورزاتا سزوموسكا.

## القصة
تقع أحداث الفيلم في كراكوف وكولونيا.

## طاقم التمثيل
- ايزابيلا كونا [الإنجليزية]‏
- ماريا الميجور  [لغات أخرى]‏
- Maria Mamona  [لغات أخرى]‏
- مالجورزاتا هاجويسكا  [لغات أخرى]‏
- Dominika Ostałowska [الإنجليزية]‏
- Peter Gantzler [الإنجليزية]‏
- Maciej Stuhr [الإنجليزية]‏
- Renata Dancewicz [الإنجليزية]‏
- جوليا جنتيش
- آدم ورونويكز
- Andrzej Hudziak  [لغات أخرى]‏
- Boguslawa Schubert  [لغات أخرى]‏
- Rafał Maćkowiak  [لغات أخرى]‏
- رومان جانكارزيك  [لغات أخرى]‏
- Wojciech Michniewski [الإنجليزية]‏
- روبرت ويكيويسز

## الإنتاج
موسيقى الفيلم التصويرية كانت من تأليف Paweł Mykietyn ‏.

## وصلات خارجية
- 33 مشهد من الحياة على موقع IMDb (الإنجليزية)
- 33 مشهد من الحياة على موقع ألو سيني (الفرنسية)
- 33 مشهد من الحياة على موقع Turner Classic Movies (الإنجليزية)
- 33 مشهد من الحياة على موقع أول موفي (الإنجليزية)
- 33 مشهد من الحياة على موقع فيلمافينيتي (الإسبانية)
- 33 مشهد من الحياة على موقع قاعدة بيانات الأفلام السويدية (السويدية)
- 33 مشهد من الحياة على موقع قاعدة بيانات الفيلم (الإنجليزية)
- 33 مشهد من الحياة على موقع ليتربوكسد (الإنجليزية)
- 33 مشهد من الحياة على موقع كينوبويسك (الروسية)